# 29472 Hurvínek
29472 Hurvínek là một tiểu hành tinh vành đai chính với chu kỳ quỹ đạo là 1548.3535325 ngày (4.24 năm).
Nó được phát hiện ngày 27 tháng 10 năm 1997.